# Frank Lamprecht
Frank Lamprecht (nacido el 21 de junio de 1968) es un Maestro Internacional alemán y entrenador de ajedrez. Es autor de los libros de finales Fundamental Chess Endings y Secrets of Pawn Endings, ambos coestritos con Karsten Müller.
En la lista de enero de 2010 de la FIDE tenía 2402 puntos de ELO.

## Libros publicados
- Karsten Müller & Frank Lamprecht (2001), Fundamental chess endings , Londres, Gambit Press, ISBN 1-901983-53-6